# 三田文学

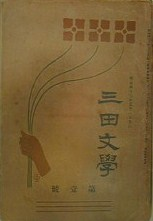
三田文学创刊号

《三田文学》，日本唯美主义文学主要刊物，1910年5月由庆应大学文学部教授、唯美主义文学代表作家永井荷风创办并任主编。早期主要作家有永并荷风、森鸥外、上田敏等，后又有久保田万太郎、佐藤春夫，水上泷太郎等庆应大学出身的作家参加。1916年2月，永井荷风退居二线，由泽木四方吉担任主编。以后又出现了西胁顺三郎、胜本清一郎、和气清三郎、井汲清治等新晋作家。1925年4月停刊。翌年复刊。
《三田文学》是与《早稻田文学》相对立的唯美主义文学阵地，培育了大批唯美主义诗人、小说家和文艺评论家，如北原白秋、谷崎润一郎等。